# Booth Tarkington

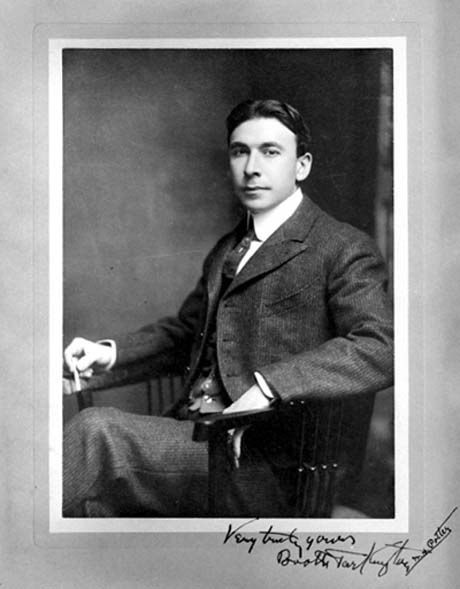
Booth Tarkington (1910)

Newton Booth Tarkington (ur. 29 lipca 1869, zm. 19 maja 1946) – amerykański powieściopisarz.
Był autorem sentymentalno-realistycznej trylogii Growth, z której największą poczytnością cieszyła się powieść The Magnificent Ambersons (1918), będąca kroniką dziejów plutokratycznej rodziny osiadłej na Środkowym Zachodzie Stanów Zjednoczonych. Tarkington pisał też powieści dla młodzieży, między innymi publikowane również w Polsce Penrod (1914) i Siedemnastolatek (1916).